# Ross Taylor (Eishockeyspieler)
Ross Croft Taylor (* 26. April 1902 in Toronto, Ontario; † 3. Mai 1984) war ein kanadischer Eishockeyspieler. Bei den Olympischen Winterspielen 1928 gewann er als Mitglied der kanadischen Nationalmannschaft die Goldmedaille.

## Karriere
Ross Taylor spielte von 1926 bis 1928 für die Toronto Varsity Grads, mit denen er 1927 den Allan Cup, den kanadischen Amateurmeistertitel, gewann. Im folgenden Jahr vertrat er mit den Varsity Grads Kanada bei den Olympischen Winterspielen. Vor seiner Zeit bei den Varsitiy Grads hatte er bereits für den Toronto Canoe Club in der Seniorenmeisterschaft der Ontario Hockey Association gespielt.

### International
Für Kanada nahm Taylor an den Olympischen Winterspielen 1928 in St. Moritz teil, bei denen er mit seiner Mannschaft die Goldmedaille gewann. Im Turnierverlauf erzielte er in drei Spielen zwei Tore.

## Erfolge und Auszeichnungen
- 1927 Allan-Cup-Gewinn mit den Toronto Varsity Grads
- 1928 Goldmedaille bei den Olympischen Winterspielen